# Таммаро (святой)

Таммаро (умер ок. 490 года) — святой,  епископ североафриканский. День памяти — 16 января.

## Житие
Согласно преданию, св. Таммаро был епископом в Северной Африке. Изгнанный вандалами, он прибыл в Кампанию, где, предположительно, стал епископом в Ателла или  Беневенто во второй половине V века.
Согласно Vita sancti Castrensis, св. Таммаро, наряду с остальными из двенадцати епископов северо-африканских, был гоним вандалами в период между 439 и 440 годами. Дабы изгладить память о святых мужах, их поместили в лодку <<без руля и ветрил>> и отправили в море. В Vita S. Castrensis подробно рассказано о том, как свв. епископов сажали в лодку, и приведены их имена: старейший из всех Росио (Rosio), благородный Секундин (Secondino), затем Ираклий (Eraclio), Венигн (Benigno), Приск (Prisco), Элпидий (Elpidio), Марк, Август, Канион (Canione) и Виндоний (Vindonio). Св. Кастрезий (Castrese) был за старшего и пребывал на корме, в то время как св. Таммаро оставался на носу. 
Хранимая святым ангелом, лодка благополучно пересекла Средиземное море и прибыла в Вольтурно, откуда свв. епископы разошлись по Кампании, проповедуя слово Божие.